# رودولفو ديكسون
رودولفو ديكسون (بالإسبانية: Rodolfo Dickson)‏ هو متزحلق جبال الألب مكسيكي، ولد في 11 يوليو 1997 في بويرتو فالارتا في المكسيك.

## وصلات خارجية
- رودولفو ديكسون على موقع الاتحاد الدولي للتزلج (التزلج على المنحدرات الثلجية) (الإنجليزية)
- رودولفو ديكسون على موقع أوليمبيديا (الإنجليزية)